# 화지

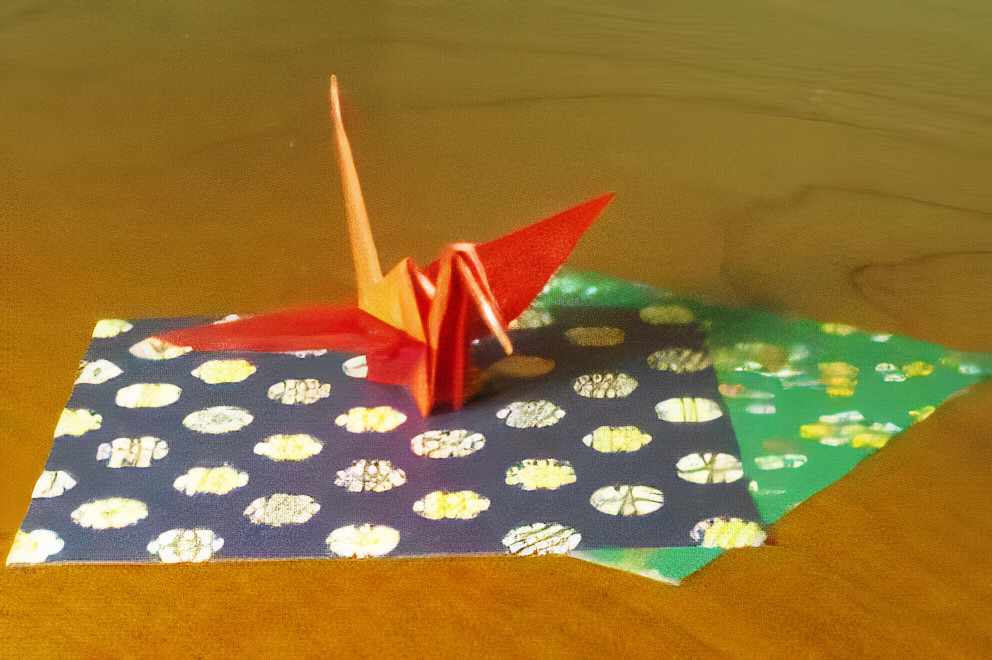
화지（지요가미）

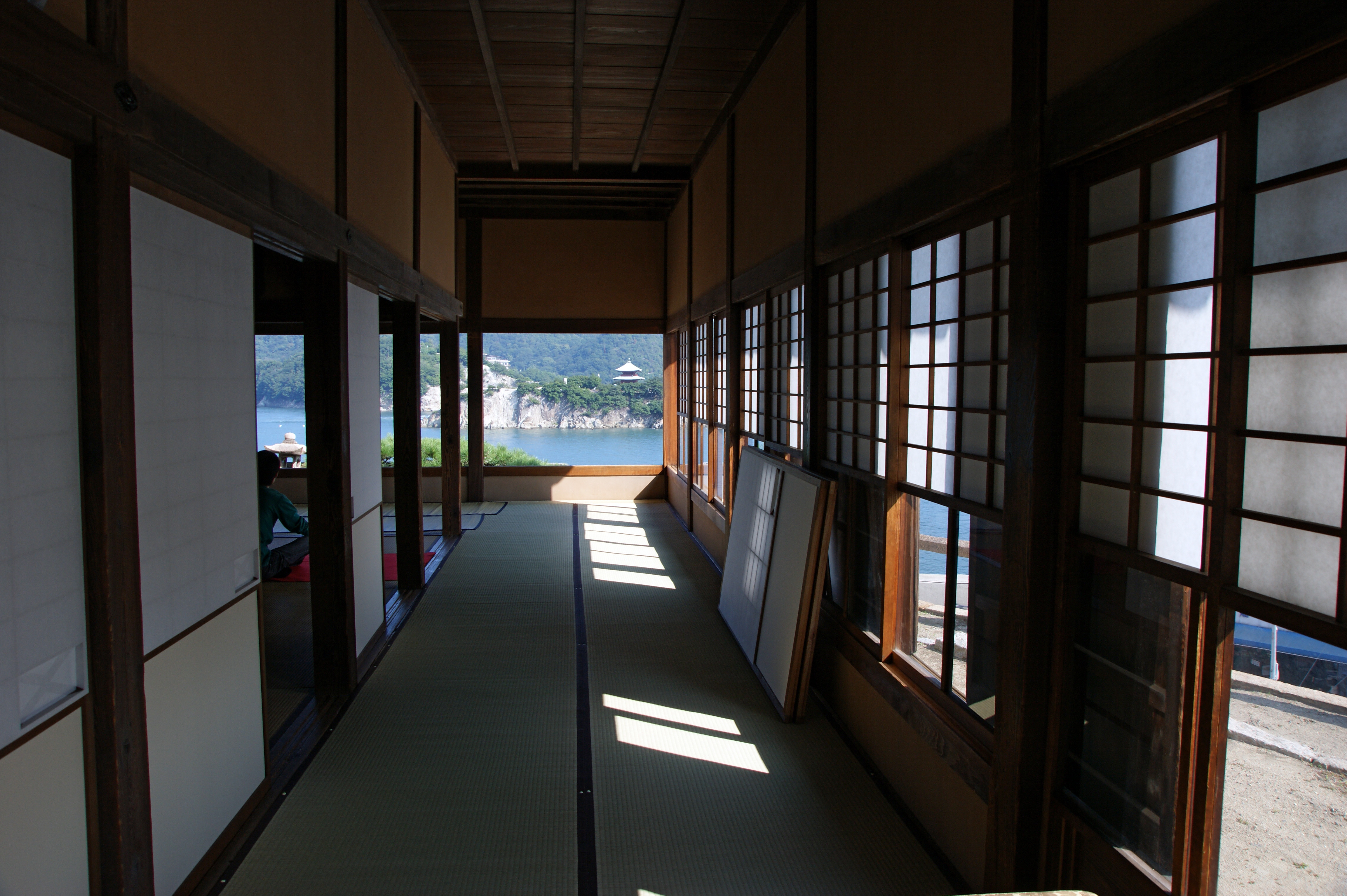
화지를 사용한 일본의 주거

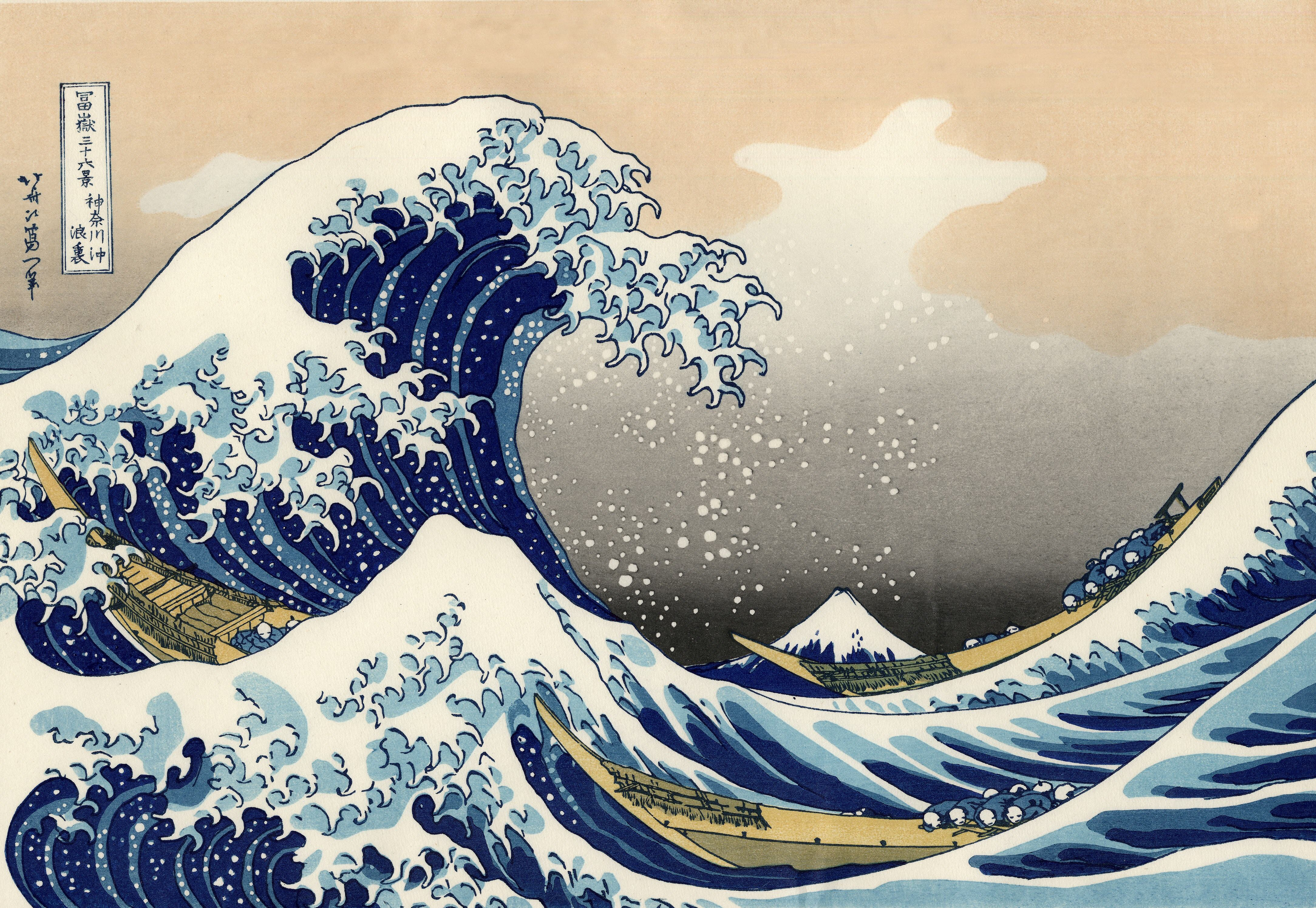
화지를 사용한 목판화(1830년대)

화지(和紙)는 일본식 종이이다.

## 개요
일반적인 화지의 특징은 서양의 종이에 비교해서 각별히 섬유가 길기 때문에 얇더라도 강인해서 수명이 비교적 길고, 독특한 감촉을 가진다는 것이다. 단, 종류나 용도에 따라 다르므로, 단언할 수는 없다. 목재 펄프 원료로 생산되는 서양의 종이와 비교하면, 원료가 한정되어 생산성이 낮기 때문에 가격은 높다. 전통적인 제조법은 일본 특유의 흘려보내면서 떠내는 기술을 이용하지만, 현대의 화지는 수요가 많은 창호지나 서도용의 종이를 중심으로 전통적이지 않은 원료를 사용하거나 대량생산이 가능한 기계를 사용하여 만든 종이도 많지만, 육안으로는 구별이 어려운 경우도 많다. 대량생산한 종이는 얼룩이 발생하거나 섬유의 상태가 안 좋아지는 등 결점이 있는 것도 많다. 그 때문에 이런 종이들을 화지라고 부르지 않는다는 견해도 있다.
"화지"는 세계의 문화재 복원에도 사용되는 한편, "1000년이상"의 뛰어난 보존성과 강인하고 부드러운 특성을 가지며, 일본화 용지, 목판화 용지, 종이접기의 재료 등, 독특한 용도를 확립하고 있다. 또, 일본의 지폐 소재로도 사용되고 있다. 일부공예품의 재료·가구 부품·종이 소금 등 일부 용도에도 사용되었으며, "화지"라고 불리기 이전의 에도시대에는 일본 내에서 대량으로 생산되어 건축용 재료 이외에도 기모노나 침구에도 사용되었다.
최근에는 천연자연의 소재로서, 인테리어용 수요도 높아지고 있으며 졸업 증서를 비롯해, 여러 가지 학업의 증서 용지로도 사용되기도 한다
화지의 산지는 일본 전국에 점재하고 있지만, 최근에는 일본의 전통적인 제조법을 따르는 종이는 원료생산을 포함해 생산자의 감소(소규모 가내공업 시설이 대부분이기 때문에)에 의한 공급의 감소가 우려되고 있다.

## 이미지

화지
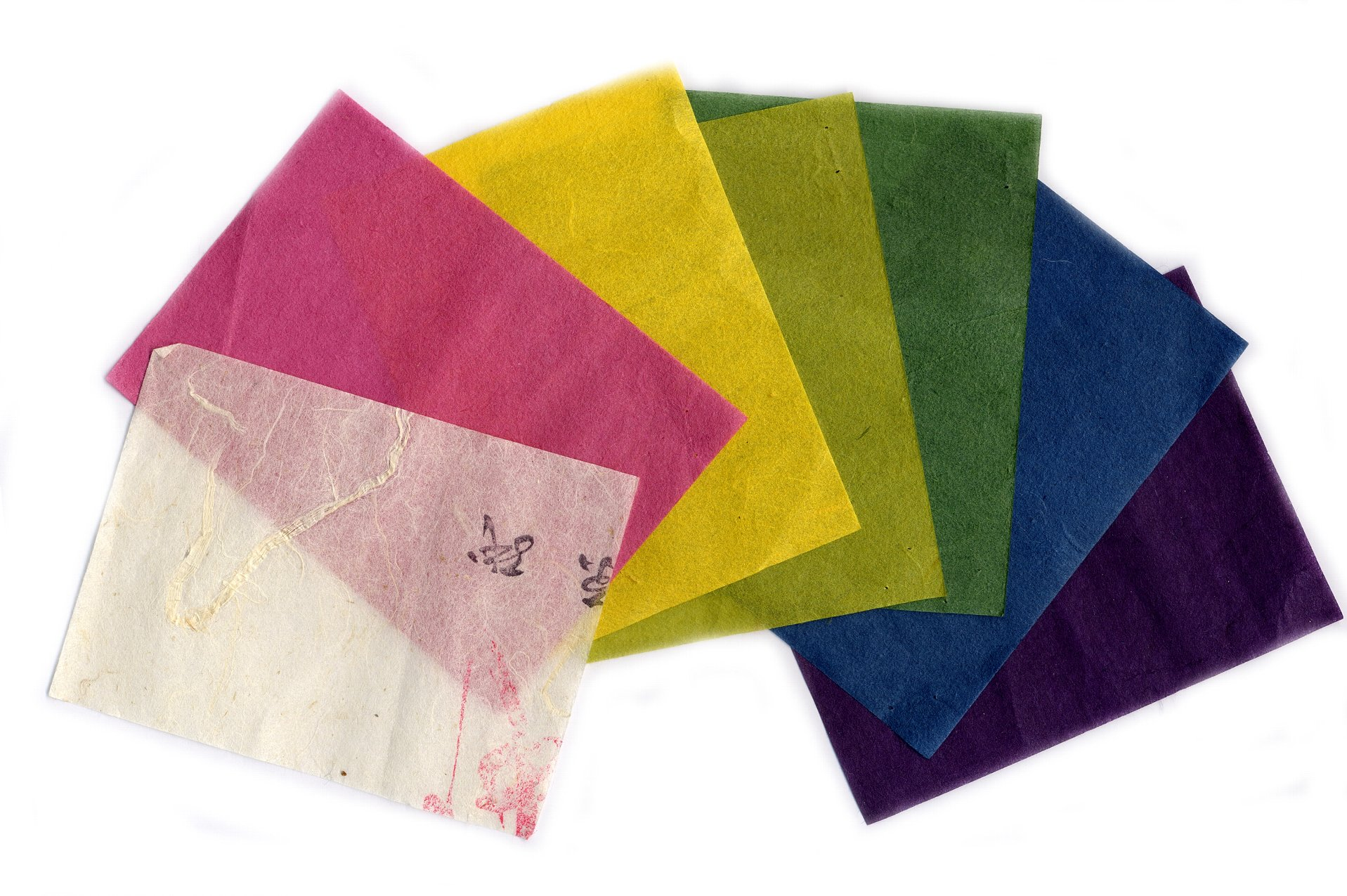
화지（스기하라가미）
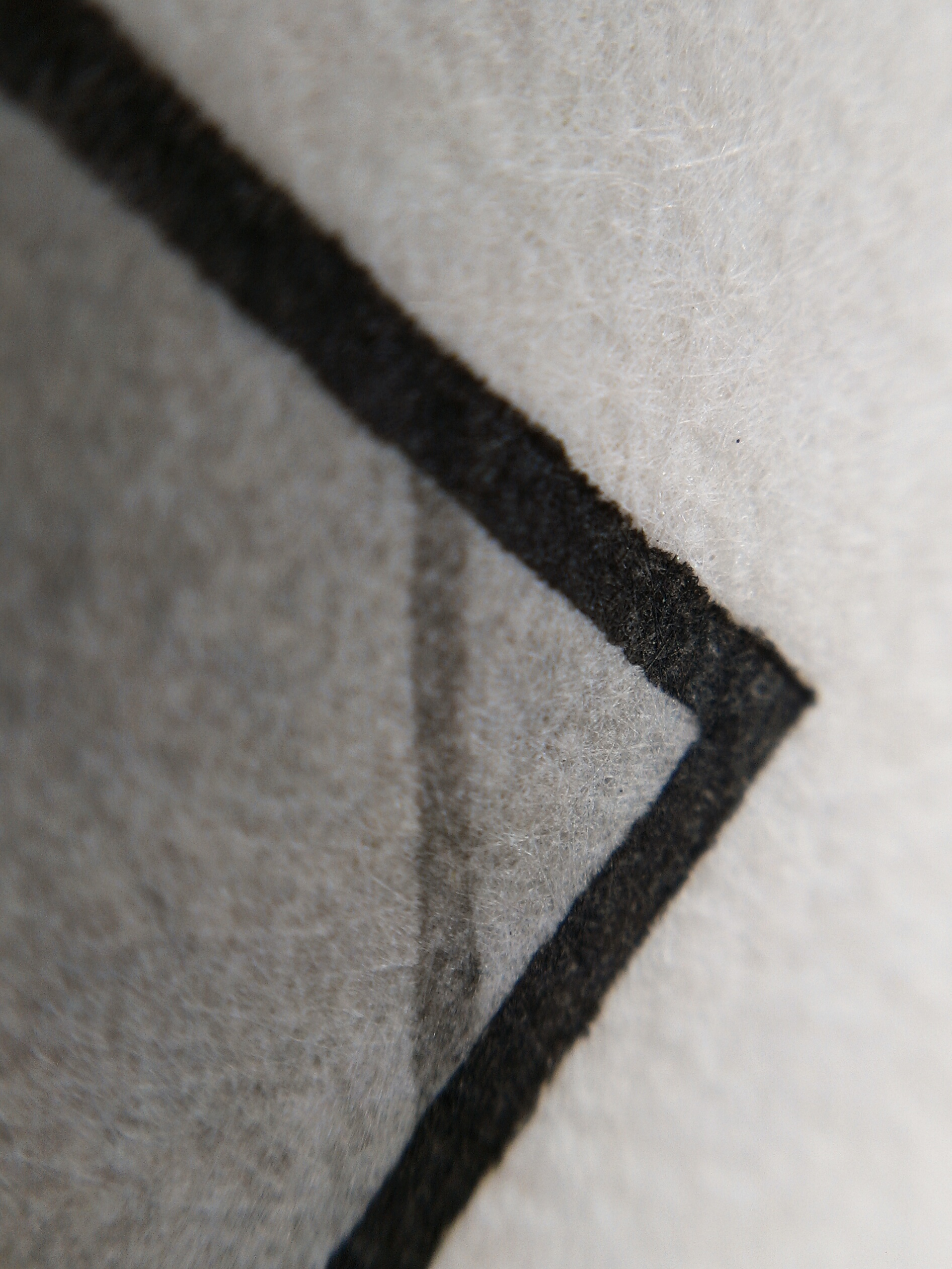
확대된 화지
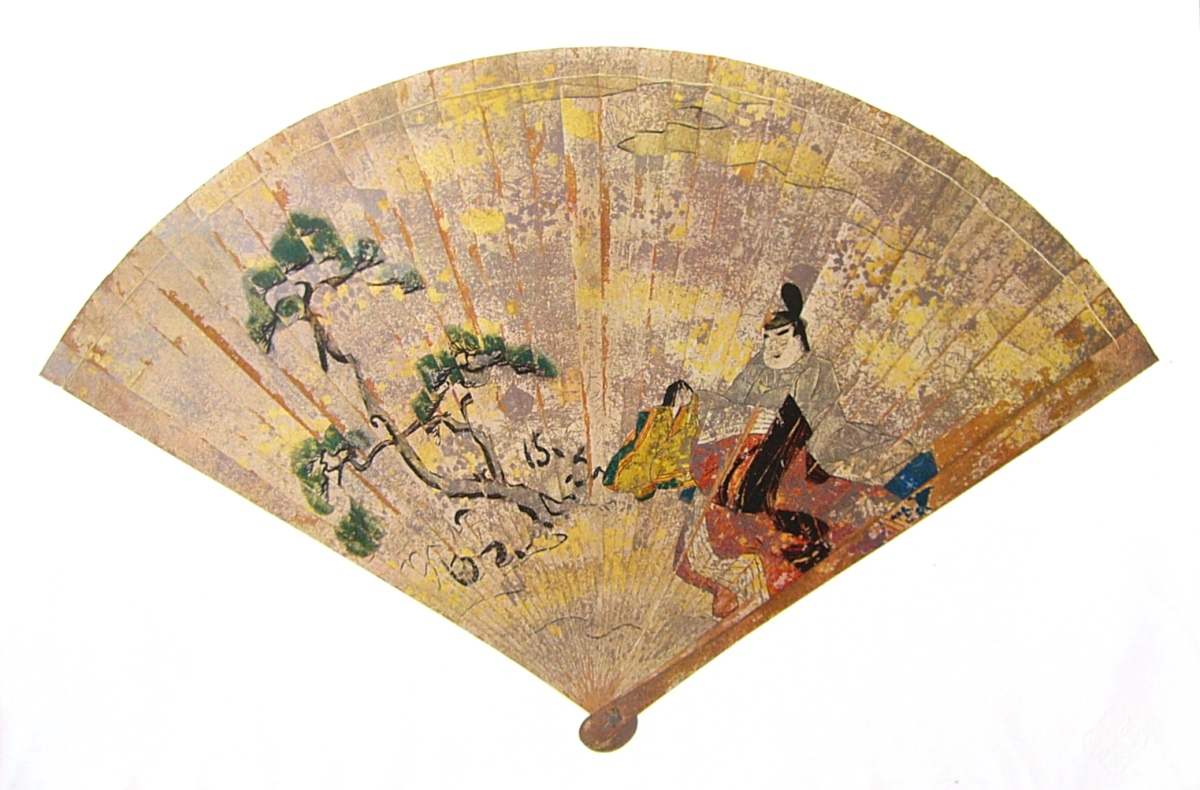
화지에서 만들어졌다화지헤이안시대의 부채(이쓰쿠시마 신사)
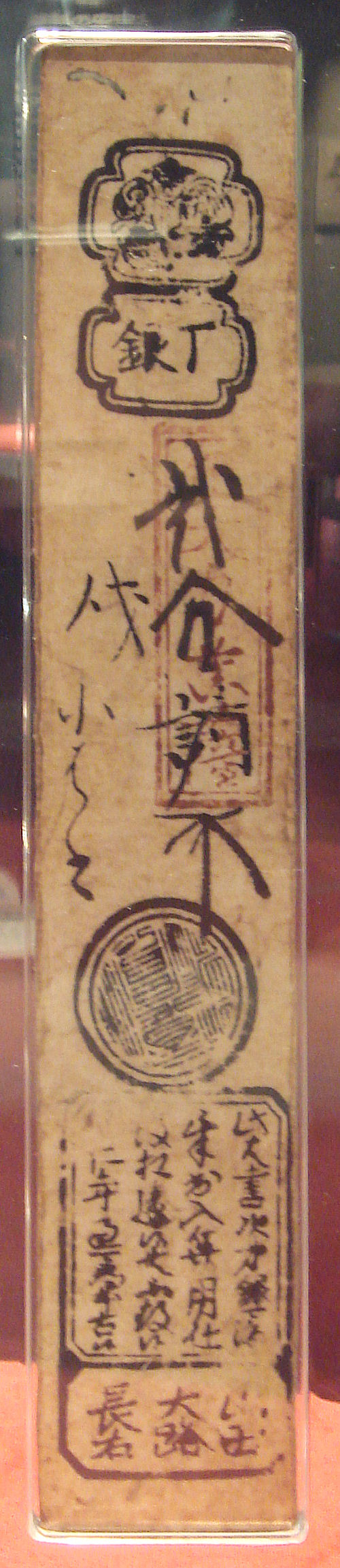
1600년대의 일본의 지폐
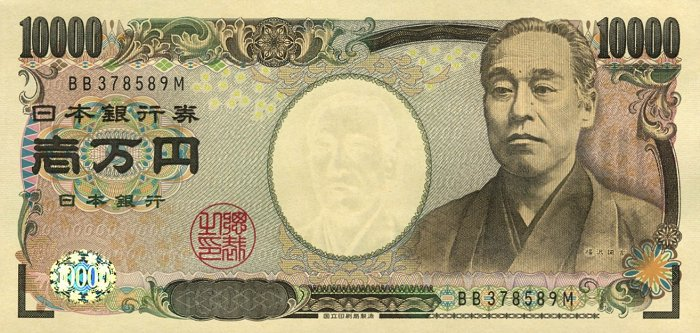
1만엔 지폐
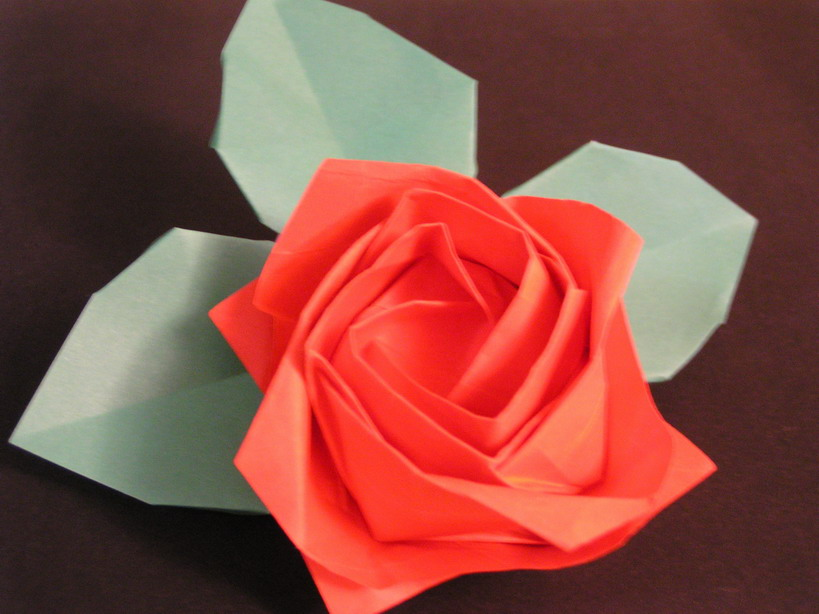
일본인가와사키 도시카즈작성 종이접기"Kawasaki New Rose"
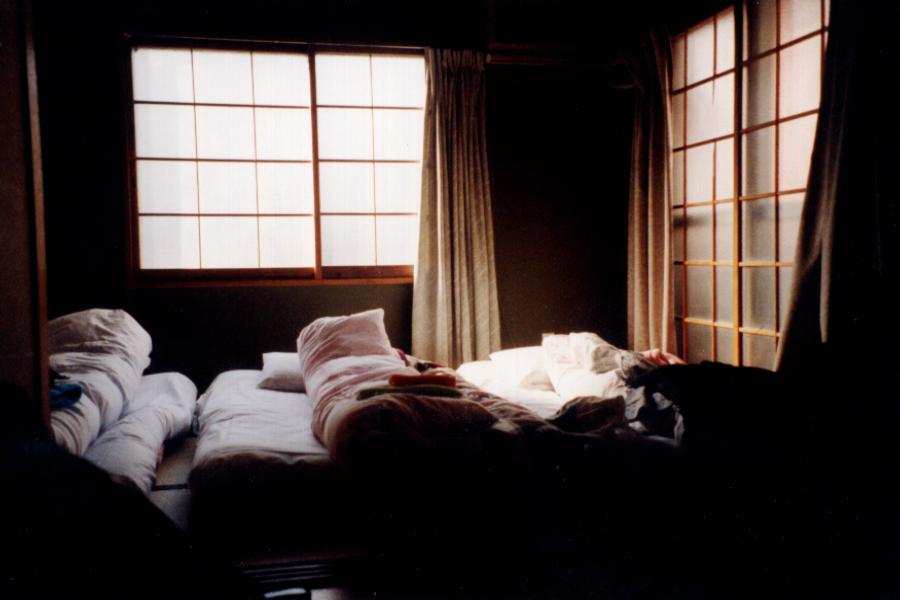
화지를 사용한 일본의 침실
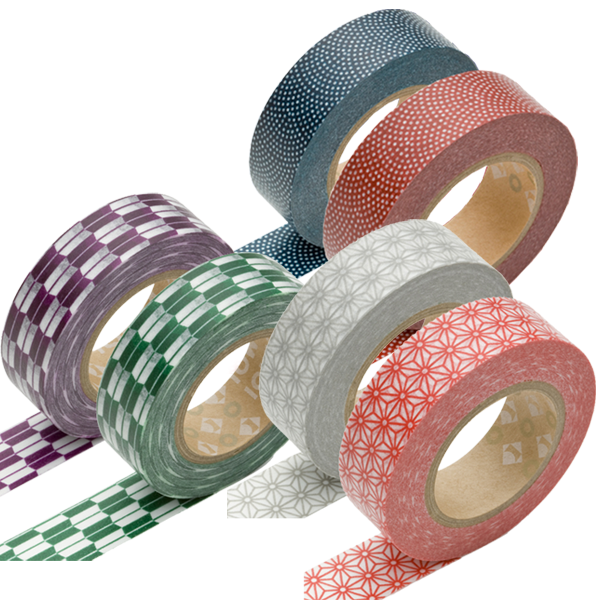
화지 마스킹 테이프

## 같이 보기
- 선지
- 한지